# Andrej Andrejevics Gromiko
Andrej Andrejevics Gromiko (orosz betűkkel: Андрей Андреевич Громыко; Sztarije Gromiki, Orosz Birodalom, 1909. július 18. – Moszkva, 1989. július 2.), belarusz nevén Andrej Andrejevics Hramika (belarusz betűkkel: Андрэй Андрэевіч Грамыка) belarusz nemzetiségű szovjet közgazdász, diplomata és politikus, a hidegháborús időszak egyik emblematikus politikusa. 1957-től 1985-ig, 28 éven át a Szovjetunió külügyminisztere, majd 1985-től haláláig a Szovjetunió Legfelsőbb Tanácsa Elnökségének elnöke volt.

## Fiatalkora és tudományos karrierje
Andrej Gromiko az egykor az Orosz Birodalomhoz, ma Belarusz Homeli területéhez tartozó, Gomel (ma: Homel) közelében fekvő Sztarije Gromiki (belarusz nevén Sztarije Hramki) faluban, paraszti családban született. Apja, Andrej Matvejevics Hramika (1876–1933) földműves volt, aki később gyárban ipari munkásként dolgozott. Anyja, Olga Jevgenyjevna Bekarevics (1884–1948) volt. 13 éves korától az apjával járt dolgozni. 1923-ban fejezte be a hétosztályos elemi iskolát, ezt követően Gomelben ipari iskolában tanult.
1932-ben végezte el a Minszki Mezőgazdasági Főiskolát, majd aspiráns lett a főiskolán. 1934-ben mint aspiránst Moszkvába vezényelték, ahol az Össz-szovjet Agrár-közgazdasági Tudományos Kutatóintézetben végzett tudományos munkát. Az intézetben 1936-ban fejezte be az aspirantúrát, disszertációjának megvédése után a közgazdaság-tudományok kandidátusa lett. 1936-ban a Szovjet Tudományos Akadémia Közgazdasági Intézetének tudományos főmunkatársa, majd tudományos titkára lett.

## Diplomáciai tevékenysége
1939-ben lett a Szovjetunió külügyminisztériumának munkatársa. 1944. augusztus 21. és október 7. között washingtoni nagykövetként a Szovjetunió képviseletében részt vett az ENSZ Dumbarton Oaks-i (Washington) alakuló konferenciáján, amelyen a négy nagyhatalom (USA, Szovjetunió, Egyesült Királyság és Kína) képviselői eldöntötték, mely államokat hívják meg az új szervezet tagjainak.

## Művei magyarul
- Az Egyesült Államok kormánya merényletet követett el a béke ellen és ráhárul a Korea elleni fegyveres támadás következményeinek felelőssége. A. A. Gromüko nyilatkozata; RMP, Bukarest, 1950 (Pártpolitikai körök részére)
- A békés egymás mellett élés – a Szovjetunió lenini külpolitikája; szerk., bev. Andrej Gromiko, ford. Hetényi Pál; Kossuth, Bp., 1963
- A békéért, a biztonságért; ford. Hitseker Mária; Kossuth, Bp., 1985

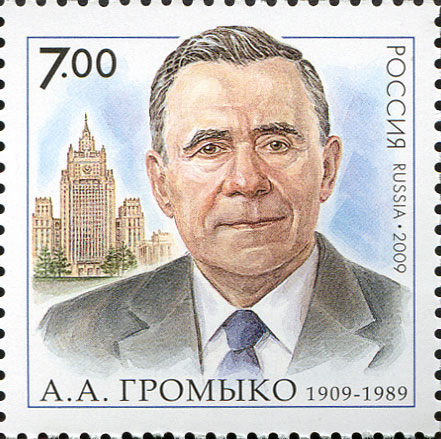
Orosz postabélyeg születésének 100. évfordulója tiszteletére (2009)